# Libor Sionko
Libor Sionko (Ostrava, 1º febbraio 1977) è un ex calciatore ceco, di ruolo centrocampista.

## Carriera

### Club
Iniziò la carriera nella squadra della sua città natale, il Baník Ostrava, per poi fare esperienza nei tre anni successivi nelle serie minori con il FK Fotbal Třinec e il SC Znojmo. Nel 1997 tornò al Baník Ostrava con cui disputò 43 partite in due stagioni segnando 11 reti, facendosi notare dagli osservatori dello Sparta Praga dove si trasferì nel 1999.
Allo Sparta Praga rimase per quattro stagioni, vincendo tre campionati e facendo l'esordio in Champions League. Lasciò la squadra nel febbraio 2004 in seguito a problemi legati al rinnovo del contratto per trasferirsi in Austria al Grazer AK, contribuendo con 15 presenze e 2 gol alla conquista del primo scudetto e della quarta Coppa d'Austria per il club di Graz. L'anno successivo si trasferì nell'Austria Vienna con il quale arrivò ai quarti di finale di Coppa UEFA e vinse nuovamente il double (ovvero l'accoppiata Scudetto-Coppa d'Austria) nel 2005.
Al termine della stagione 2005-06, scaduto il contratto con il club della capitale austriaca si trasferì a parametro zero ai Rangers. Dopo un inizio difficile, causato da un infortunio, Sionko è riuscito a trovare stabilmente un posto da titolare come laterale destro nell'attacco della squadra scozzese. Nel giugno 2007 si è trasferito a giocare con i neo campioni di Danimarca del Copenaghen.

### Nazionale
Ha collezionato oltre 20 presenze nella Rep. Ceca, segnando anche 2 gol. Convocato per il campionato del mondo 2006 per sostituire l'infortunato Vladimír Šmicer, collezionò solo una breve apparizione nella sconfitta per 2-0 contro il Ghana del 17 giugno. È stato poi convocato per il campionato d'Europa 2008, competizione in cui è andato in gol contro il Portogallo.

## Palmarès

### Club
- Campionato ceco: 4

Sparta Praga: 1999-00, 2000-01, 2002-03, 2009-10
- Campionato austriaco: 1

Austria Vienna: 2005-06
- Campionato danese: 1

Copenaghen: 2008-09
- Český Superpohár: 1

Sparta Praga: 2010